# Ryan Stack
Ryan Eugene Stack (Nashville, Tennessee, 24 de julio de 1975) es un exjugador de baloncesto estadounidense con pasaporte macedonio, que jugó dos temporadas en la NBA, pero que desarrolló casi toda su carrera en la liga griega, pasando también por la liga ACB, la Superliga de Ucrania y la liga israelí. Con 2,11 metros de estatura, jugaba en la posición de ala-pívot-pívot.

## Trayectoria deportiva

### Universidad
Jugó durante cuatro temporadas con los Gamecocks de la Universidad de Carolina del Sur, en las que promedió 6,5 puntos y 4,2 rebotes por partido.

### Profesional
Fue elegido en la cuadragésimo octava posición del Draft de la NBA de 1998 por Cleveland Cavaliers, donde las lesiones no le dejaron debutar hasta el mes de enero, haciéndolo como suplente de Žydrūnas Ilgauskas. En su primera temporada como profesional promedió 2,6 puntos y 1,9 rebotes por partido.
Tras jugar únicamente 25 partidos en la temporada 1999-00, decidió seguir su carrera en Europa, fichando por el Gijón Baloncesto de la liga ACB, donde promedió 8,6 puntos y 4,8 rebotes antes de ser reemplazado por Lou Roe, recuperdao de su lesión.
Tras jugar una temporada en el Ironi Ramat Gan de la liga israelí, ficha por el Aris Salónica de la liga griega, donde juega cuatro temporadas, siendo la mejor de todas a nivel estadístico la última, en la que promedió 12,5 puntos y 5 rebotes por encuentro. En este periodo de tiempo conseguiría la EuroCup Challenge en 2003 y la Copa de Grecia en 2004.
En 2006 ficha por el Olympiacos, donde juega una temporada, en la que promedia 5,4 puntos y 3,5 rebotes por partido, marchándose al año siguiente al BC Kiev de la Superliga de Ucrania.

## Estadísticas de su carrera en la NBA

### Temporada regular
| Temporada | Edad | Equipo              | Liga | P  | TIT | MIN  | TC  | TCA | %TC  | 3P  | 3PA | %3P  | TL  | TLA | %TL  | R.OF. | R.DEF. | REB | ASIS | ROB | TAP | PER | FP  | PTS |
| 1998-99   | 23   | Cleveland Cavaliers | NBA  | 18 | 0   | 11.1 | 0.8 | 2.1 | .378 | 0.0 | 0.0 |      | 1.1 | 1.1 | .950 | 1.1   | 0.8    | 1.9 | 0.3  | 0.1 | 0.6 | 0.5 | 1.7 | 2.6 |
| 1999-2000 | 24   | Cleveland Cavaliers | NBA  | 25 | 0   | 7.9  | 0.7 | 2.0 | .333 | 0.0 | 0.0 | .000 | 0.7 | 1.1 | .667 | 0.6   | 1.2    | 1.8 | 0.2  | 0.2 | 0.4 | 0.7 | 1.9 | 2.1 |
| Total     |      |                     | NBA  | 43 | 0   | 9.2  | 0.7 | 2.0 | .352 | 0.0 | 0.0 | .000 | 0.9 | 1.1 | .787 | 0.8   | 1.0    | 1.8 | 0.2  | 0.1 | 0.5 | 0.6 | 1.8 | 2.3 |